# Ventrifossa sazonovi
Ventrifossa sazonovi es una especie de pez de la familia Macrouridae en el orden de los Gadiformes.

## Morfología
• Los machos pueden llegar alcanzar los 34 cm de longitud total.

## Hábitat
Es un pez de aguas profundas que vive entre 420-886 m de profundidad.

## Distribución geográfica
Se encuentra en el Mar de la China Meridional y el norte de Australia (incluyendo Australia Occidental ).